# Румунија у Првом светском рату
Румунски поход (Први светски рат) представљао је сукоб Румуније (односно њене војске) и Русије против Централних сила током Првог светског рата.

## Пред рат
Хоенцолерни су владали Румунијом од 1866. Румунија је пред старт Првог светског рата представљала дугогодишњег савезника Аустроугарске. Под условима међусобног споразума Румунија је требало да уђе у рат само ако је Аустроугарска нападнута. Када је рат почео Румунија није улазила у рат оправдавајући то тиме да је заправо Аустрија започела рат. Тај исти аргумент је користила и Италија. Као и Италија Румунија је прешла на страну сила Антанте. Румунија је ушла у рат тек кад је Русија сломила кичму аустријској војсци Брусиловљевом офанзивом.
Да би ушла у рат на страни сила Антанте, Румунија је захтевала да добије Трансилванију, која је била у саставу Угарске од 1867. Међутим Румуни су били већина у Трансилванији. Савезници су румунске услове прихватили крајем лета 1916. Према америчким војним историчарима Русија је одлагала са прихватањем румунских услова, јер је била забринута за Бесарабију, у којој су Румуни били већина. Према британском војном историчару Џону Кигану, савезници су се тајно нагодили да када рат заврши не дају Румунији територије, које јој обећају. Румунија је потписала споразум са савезницима 17. августа 1916, а рат против централних сила је прогласила 27. августа 1916. Румунија је имала доста велику војску од око 500.000 војника у 23 дивизије. Међутим више од пола војске је било лоше обучено, опрема је била у лошем стању, а и официри су били слабо обучени. Начелник немачког генералштаба генерал Ерих фон Фалкенхајн је исправно сматрао да ће Румунија прећи на страну савезника, па је унапред правио планове како да се обрачуна са Румунијом у том случају. Србија је била раније окупирана, а битке савезника на грчкој граници нису биле жестоке. Бугарска је због тога, а и због територијалних претензија у Добруџи била спремна да помогне у борбама против Румуније.

## Краљевина Румунија улази у рат крајем августа 1916.
Три румунске армије су 27. августа започеле са нападима кроз јужне Карпате и на Трансилванију. Почетни напади су били успешни и потиснули су слабе аустријске јединице са планина, али онда су Немци послали 4 дивизије да помогну аустријске снаге. Већ до средине септембра заустављена је румунска офанзива. Руси су помогли Румунима са три дивизије на северу Румуније.
Први контранапад изведен је под командом генерала Аугуста фон Макензена, који је командовао вишенационалном војском састављеном од бугарских дивизија, неколико отоманских дивизија и немачком дивизијом. Та армија је напала 1. септембра из Бугарске. Остали су на јужној страни Дунава и кренули су према Констанци. Један румунски гарнизон се предао 6. септембра. Румунски ратни савет је 15. септембра одлучио да зауставе офанзиву у Трансилванији и да крену у обрачун са Макензеновом снагама у Добруџи. План је био да румунска војска пређе Дунав и нападне Макензенове снаге са леђа, а да у исто време румунске и руске снаге крену у офанзиву према југу према Кобадину. Две румунске дивизије су 1. октобра прешле Дунав код Фламанде и формирали су мостобран 14 километра широк и 4 километра дубок. Истога дана заједничке румунске и руске дивизије кренуле су у офанзиву у Добруџи, али са мало успеха. Током ноћи између 1. и 2. октобра била је јака олуја, која је оштетила понтонске мостове. Због оштећења понтона и због неуспеха у пробоју фронта у Добруџи Александру Авареску је обуставио операцију. То је имало тешке касније последице.
Целу команду је преузео Фалкенхајен, који је претходно смењен са места начелника немачког генералштаба. Фалкенхајен је започео са контранападом 18. септембра на румунску прву армију код Хатега и зауставио је напредовање румунске армије. Осам дана касније две немачке планинске дивизије су готово одсекле делове румунске војске крај Сибиуа. Поражени Румуни су се повукли у планине, а Немци су заузели Турну Росу прелаз. Румунска друга армија је 4. октобра напала Немце код Брашова, али напад је одбијен и Румуни су били присиљени на повлачење. Четврта румунска армија повукла се на северу без много борби, па је до 25. октобра румунска војска свуда била враћена унутар својих граница.
У Добруџи генерал Макензен је 20. октобра започео нову офанзиву, у којој је поразио руску војску у Добруџи. Руси су се повукли из Констанце према мочварном подручју делте Дунава. Руска армија је била деморализована и готово без снабдевања. Макензен је тајно повукао пола своје војске до Свиштова са намером да пређе Дунав.

## Кампања у Румунији
Фалкенхајенове снаге су извеле неколико напада на планинске прелазе, да би нашли слабу тачку румунске одбране. После неколико недеља најбоље снаге (елитни Алпски корпус) је припремио на југу за напад на Вулкански прелаз. Напад је започео 10. новембра 1916, а до 26. новембра румунска војска је потиснута са планинског прелаза у низију. Већ је било снега на планинама. И други делови Фалкенхајенових снага успешно су се пробили кроз планине. Румунска армија је била у критичном стању константним борбама у условима критично слабог снабдевања.
Макензенове најбоље снаге су 23. новембра извеле изненадни напад и прешле Дунав на два места близу Свиштова. Због ефекта изненађења у румунској војсци је стање било критично, па су Макензенове снаге могле да се крећу према Букурешту суочавајући се са слабим отпором. Макензенов напад је претио да одсече пола румунске војске, па је Румунска врховна команда покушала у очају да изврши контранапад на Макензенове снаге. План је захтевао да се употребе све румунске резервне снаге, али била им је потребна и сарадња са Русима, који је требало да крену у офанзиву против Макензена, док румунске армијске резервне снаге не задрже простор између Макензенових и Фалкенхајнових снага. Руска армија се није слагала са тим планом, а то значи са нападом.
Румунска војска је сама кренула у офанзиву 1. децембра. Макензен је успешно померио снаге да би се одбранио од напада, а Фалкенхајн је одговорио нападом на свим тачкама. Румунска влада и двор су прешли у Јаши. Фалкенхајнова коњица је заузела Букурешт 6. децембра 1916. Остатак румунске армије су спасиле кише и лоше цесте. Заробљено је 150.000 румунских војника.
Руси су били принуђени да пошаљу многе дивизије на гранично подручје да би спречили инвазију јужне Русије. Немачка армија се борила до средине јануара 1917. Румунска армија се наставила борити, али већина Румуније је пала под немачку окупацију. Румунски губици се процењују између 300.000 и 400.000 (укључујући заробљенике). Немачки, аустријски, бугарски и отомански губици су процењени на око 60.000.
Већину успешних борби су изнеле немачке јединице, заједно са појединим бугарским јединицама на југу. Немачке предности су биле: боља опскрба, боља опрема, боља обученост и добро водство на свим нивоима. Један од младих официра из елитног Алпског корпуса био је Ервин Ромел.

## Последице
Борбе су се наставиле и 1917, а северни део Румуније је остао неокупиран. Румунска четврта армија је избегла уништење и деловала је из Молдавије штитећи Јаши од немачких офанзива. У мају 1917. румунска и руска војска су заједнички наступале и напредовале током офанзиве Керенскога. Пробиле су фронт код Мараштија. После неуспеха офанзиве Керенскога Макензенове снаге су извеле контранапад, који је довео до битке код Марашештија у којој су Румуни победили.
Немци су успели да поправе нафтна постројења код Плојештија, па су из Румуније добили милион тона нафте. Осим тога запленили су и два милиона тона жита. Нафта и жито су били од виталне важности за Немачку.
Румунија је започела рат у лошем тренутку. Да је ушла у рат 1914. или 1915. могла би да спречи окупацију Србије. Да је Румунија ушла у рат почетком 1916. Брусиловљева офанзива би била много успешнија. Постојало је узајамно неповерење Румуније и Русије.
Када су бољшевици преузели власт у Русији и потписали Брест-Литовски мир Румунија је била изолована и окружена немачким снагама, тако да је била принуђена да преговара о миру са Немцима. Био је то Букурешки мир из 1918. После успешне офанзиве на Солунском фронту Румунија је поново ушла у рат 10. новембра 1918. Румунски представници у Буковини су 28. новембра 1918. гласали за уједињење са Румунијом. Трансилванија је 1. децембра 1918. издала проглас да се уједињује са Румунијом. Версајски споразум признао је те прогласе као права народа на самоопредељење. Трансилванија је имала 1.662.000 Мађара или 32% према попису из 1910, па је уједињење Трансилваније са Румунијом изазвало огорчење у Мађарској. Током 1919. водио се и рат између совјетске Мађарске и Румуније (Мађарско-румунски рат) за Трансилванију.